# 八十八顆芭樂籽
八十八顆芭樂籽（英語：88 balaz）是台灣樂團，成立於1996年。
團員曾经有过一些出名歌手輪流擔任。目前由原始團員回鍋後底定Vocal - 阿強 Bass - 冠伶老師 Drums-東祐 Guitar-:"Bluez Lee"大頭、手風琴手烏鴉。

## 作品

### 專輯
- 2000年：《曹豹的野望》
- 2008年：《四十四隻石獅子》
- 2010年：《比獸還壞》
- 2012年：《比獸還帥》
- 2016年：《龐克佛洛伊德》
- 2020年：《我的心正為你這個中年翹臀燃燒著》
- 2024年：《浪漫野球戰士列傳》

### 單曲
- 2001年：《花的耳朵tnt live》。
- 2006年：《男人終於扒了一層皮》。
- 2007年：《555場熱身賽》。
- 2014年：《寂寞國的威士忌人》。

### 合輯
- 2001年：《少年ㄞ國》（又名：ㄞ國歌曲2），角頭唱片發行。

## 獎項
- 2001年榮獲 第二屆 海洋音樂祭海洋大賞
- 2010年榮獲 第一屆 金音創作獎 最佳搖滾數位發表獎 《88 balaz live in Japan》[2]。
- 2011年榮獲 第二屆 金音創作獎 最佳搖滾單曲獎《21世紀搖滾樂Style》。
- 2013年榮獲 第四屆 金音創作獎 最佳現場演出獎《地下社會》。
- 2016年榮獲 第七屆 金音創作獎 最佳現場演出獎《龐克佛洛伊德》。
- 2016年榮獲 第七屆 金音創作獎 最佳搖滾專輯獎《龐克佛洛伊德》。
- 2021年榮獲新加坡 第14屆 Freshmusic Awards 最佳樂團

## 入圍
- 2010年 第一屆  金音創作獎 最佳搖滾數位發表獎 《88 balaz live in Japan》[2]。
- 2010年 第一屆  金音創作獎 最佳現場演出獎《酒不要停就是搖滾樂的Style》。
- 2011年 第二屆  金音創作獎 最佳樂團獎《比獸還壞》。
- 2011年 第二屆  金音創作獎 最佳搖滾專輯獎《比獸還壞》。
- 2011年 第二屆  金音創作獎 最佳搖滾單曲獎《21世紀搖滾樂Style》。
- 2012年 第三屆  金音創作獎 最佳搖滾單曲獎《比獸還帥》。
- 2013年 第四屆  金音創作獎 最佳現場演出獎《地下社會》。
- 2016年 第七屆  金音創作獎 最佳現場演出獎《龐克佛洛伊德》。
- 2016年 第七屆  金音創作獎 最佳搖滾專輯獎《龐克佛洛伊德》。
- 2016年 第七屆  金音創作獎 最佳搖滾單曲獎《追太陽的人》。
- 2016年 第七屆  金音創作獎 最佳樂團獎《龐克佛洛伊德》。
- 2025年 第36屆  金曲獎 最佳樂團獎《浪漫野球戰士列傳》。

## 外部連結
- 八十八顆芭樂籽官方網站
- 八十八顆芭樂籽的Instagram帳戶 （页面存档备份，存于）
- 八十八顆芭樂籽的Facebook專頁 （页面存档备份，存于）
- 八十八顆芭樂籽的YouTube頻道 （页面存档备份，存于）